# Марк Зъкърбърг
Марк Елиът Зъкърбърг (известен също с неправилните транскрипции Закърбърг или Зукърбърг, на английски: Mark Elliot Zuckerberg, /ˈzʌkərbɜrɡ/) е американски програмист и предприемач в областта на Интернет-технологиите и филантроп, най-известен със създаването на социалната мрежа Фейсбук, на която е главен изпълнителен директор и президент.
Фирмата Facebook Inc. е основана като частна компания през 2004 г. от Зъкърбърг и състудентите му Едуардо Саверин, Андрю Макколъм, Дъстин Московиц и Крис Хюз, докато са все още студенти в Харвардския университет. Зъкърбърг е обявен за лице на годината на списание „Тайм“ през 2010 г.
През март 2010 г. списание Форбс го определя за най-младия милиардер, със състояние от 4 млрд. долара. През септември същата година заема вече 29-о място в списъка на най-богатите американци със състояние от 6,9 млрд. долара.
През ноември 2016 г. Марк Зъкърбърг заема 4-то място в списъка на най-богатите американци със състояние от 55,5 млрд. долара.

## Личен живот
Зъкърбърг е роден през 1984 г. в Уайт Плейнс, Ню Йорк. Родителите му са Карън – психиатър, и Едуард – зъболекар, и има корени от Германия, Австрия,Полша и България. Марк и трите му сестри Ранди, Дона и Ариел са отгледани в Добс Фери, Ню Йорк. Идвайки от еврейско семейство, Зъкърбърг израства като юдаист. На 13-годишна възраст, съгласно еврейските обичаи, празнува религиозното си пълнолетие. По-късно в продължение на години се идентифицира като атеист, но през 2016 отново споделя, че е вярващ, въпреки че не уточнява в коя религия.
В гимназията Ардсли е отличен ученик в часовете по класика. След това се премества в колежа Филипс Екситер Академи, където печели награди в областта на естествените науки (математика, астрономия и физика) и отново по класически науки. Марк е и капитан на отбора по фехтовка. В колежа е известен с рециталите си на известни епични поеми като „Илиада“.
През септември 2002 г. постъпва в Харвардския колеж (част от Харвардския университет).
На парти по време на втората му година в университета той среща Присила Чан, американка с китайски корени, която впоследствие става негова приятелка. Доста по-късно, през септември 2010 г. Чан, вече студентка по медицина, се премества да живее при Зъкърбърг в къща под наем в Пало Алто. Зъкърбърг учи китайски всеки ден и двойката пътува до Китай през декември 2010 г.
На 19 май 2012 г. Марк Зъкърбърг сключва брак с Присила. Двойката организира празненство по повод получената от Присила докторска степен по медицина, но когато близките приятели и членовете на семейството се появяват в задния двор на къщата за празненствотоо, им е съобщено, че всъщност пристигат като гости на сватба.
В своя личен профил на страницата на Фейсбук Зъкърбърг изброява своите лични интереси, които помагат на хората да се свързват и да споделят това, което е важно за тях – революции, информационни потоци, минимализъм. Поради далтонизма си Зъкърбърг предпочита синия цвят, затова доминиращ цвят на Facebook е синият.

## Програмист

### Ранни години
Зъкърбърг започва да използва компютри и да програмира като дете в средното училище. Неговият баща го запознава с Атари Бейсик програмиране през 1990 г., а по-късно наема софтуерния разработчик Дейвид Нюман за негов частен учител. Нюман го нарича „чудо“. Зъкърбърг също изкарва магистърски курс по предмета в колежа Мърси близо до дома му, където той все още е в основно училище. Той се забавлява с разработването на компютърните програми, особено средствата за комуникация и игрите. Една такава програма управлява стоматологичния кабинет на баща му от дома, след като неговата програма „Zucknet“ позволява на компютрите да се свързват помежду си. Това се смята за примитивна версия на АОЛ инстант месинджър, която излиза през следващата година.
Според писателя Хосе Антонио Варгас някои деца играят компютърни игри, а Марк е този, който ги създава. Въпреки това, отбелязва Варгас, Зъкърбърг не е бил типичният компютърджия (нърд).
По време на основното си училище под името на компанията Intelligent Media Group Зъкърбърг създава музикален медия плейър, наречен Synapse Media player, който използва изкуствен интелект, за да разбере предпочитанията на слушателите, които са изпратени в Slashdot и получават оценка от трима от общо пет от списание PC. Микрософт и AOL се опитват да закупят Synapse и да наемат Зъкърбърг, но той въпреки това избира да запише в Харвардския колеж през септември 2002 г.

### Годините в Харвард
Още преди да постъпи в Харвард, уменията на Зъкърбърг като програмист са забелязани и често е определян като феномен в тази сфера. Докато в университета изучава психология и компютърни науки, Марк Зъкърбърг членува и в Alpha Epsilon Pi – еврейско студентско братство.
По време на втората си година в университета създава програмата „Course Match“, която помага на студентите да избират учебни курсове според изборите и предпочитанията на техните състуденти. По думите на тогавашния му съквартирант Ари Хазит Зъкърбърг създава „само за развлечение“ и друга програма, която носи името „Facemash“.
Програмата дава възможност на студентите да изберат най-привлекателното лице от даден брой снимки. Първият фейсбук сайт, отново по разказите на съквартиранта на Зъкърбърг, представлява един вид състезание между две момчета и две момичета. Снимките на участващите, които били качени на първия фейсбук се конкурират за това „кой е по-готин“.
Сайтът е пуснат онлайн през уикенда, но до понеделник вече е затворен, тъй като прекалено голямата му посещаемост натоварва сървърите на Харвард и прекъсва временно връзката към Интернет.
Освен това, много от учениците подават жалби срещу употребата на техни снимки в сайта, тъй като това е направено без тяхното съгласие. Впоследствие, Зъкърбърг трябва публично да се извини за постъпката си и става обект на редица критични статии в студентския вестник.
Въпреки това, много от студентите харесват идеята за фейсбук, дори не в абсолютно същия вариант и се допитват до университета за създаването на подобна страница. Хазит отново разказва, че след като Зъкърбърг дочува слуховете, преценява, че Харвард няма да предприемат нищо по въпроса и се наема лично да пресъздаде идеята в много по-добър вариант дори от това, което училищното заведение има предвид.

## Фейсбук
Зъкърбърг стартира Facebook от стаята си в Харвард на 4 февруари 2004 г. Най-вероятно вдъхновението му за него датира още от Филипс Екситър Академи, частно училище, което Зъкърбърг завършва през 2002 г. То публикува свой собствен студентски указател със снимки на студентите, който студентите наричат „Facebook“. Подобен снимков материал и указатели са важна част на студентския социален живот в много частни училища. С тях студентите имат възможност да съобщават лична информация за себе си като: период на обучение, списък с приятели и телефонни номера.
След като в колежа Facebook-ът на Зъкърбърг започва като просто „нещо“ на Харвард, Зъкърбърг решава да го разпространи и в други училища, с подкрепата и помощта на своя съквартирант Дъстин Москович. Първо започват в Станфорд, Дартмут, Колумбия, Ню Йорк, Корнел, Браун и Йейл и след това продължават и с други училища, които имат социални контакти с Харвард.
Зъкърбърг се премества в Пало Алто, Калифорния с Московиц и приятели. Те наемат малка къща, която им служи като офис. През лятото Зъкърбърг среща Питър Тийл, който инвестира в компанията. Те получават своя първи офис в средата на 2004 г. Според Зъкърбърг групата планува да се завърне в Харвард, но в крайна сметка решава да остане в Калифорния. Те вече са отхвърлили офертите от големите корпорации да откупят Фейсбук. В интервю през 2007 г. Зъкърбърг дава своето обяснение:
„Не е заради сумата пари. За мен и моите колеги, най-важното нещо е, че ние създаваме открит информационен поток за хората. Не ме привлича идеята за медийна корпорация, притежавана от конгломерати.“
Той излага същите възгледи пред списание „Wired“ през 2010 г.: „Това, от което аз наистина се интересувам, е мисията, която прави света отворен“. През април 2009 г. Зъкърбърг търси становището на бившия финансов директор на Нетскейп Питър Кюри за финансовите стратегии на Facebook.
На 21 юли 2010 г. Зъкърбърг съобщава, че компанията достига 500 млн. потребители. На въпроса дали Facebook може да печели повече приходи от реклама в резултат на растежа си, той обяснява:
„Предполагам, че можем, да... Ако погледнете каква част от нашата е заета с реклами в сравнение със средната заявка за търсене. Средната стойност за нас е малко по-малко от 10% от страниците, а средната за търсене е около 20 на сто заети с реклами... Това е най-простото нещо, което можем да направим. Но ние не сме такива. Ние правим достатъчно пари. Искам да кажа, че ние поддържаме нещата да вървят, ние израстваме в стандарт, в който на нас ни се иска.“
През 2010 г. Стивън Леви, който е автор на книгата „Хакери: Героите на компютърната революция“, пише, че Зъкърбърг „ясно описва себе си като хакер“. Зъкърбърг казва: „Хубаво е да нарушаваш някои неща, за да ги направиш по-добри.“ Facebook въвежда „hackathons“, който се провежда на всеки 6 до 8 седмици, където участниците имат 1 нощ, за да се представят и завършат проекта. Дружеството предоставя музика, храна и бира на „hackathons“ и присъстват много членове на Facebook, включително и Зъкърбърг. Идеята е, че за 1 нощ наистина може да се изгради нещо наистина добро.
Списанието Vanity Fair провъзгласява Зъкърбърг за номер едно в списъка на топ 100 „най-влиятелните хора на информационната епоха“. През 2010 г. Зъкърбърг е избран като номер 16 в годишното проучване на „New Statesman“ на 50-те най-влиятелни фигури.

## Благотворителност
На 9 декември 2010 г. Марк Зъкърбърг обявява, че се присъединява към Клетвата за дарения (на английски: The Giving Pledge), филантропска кампания на милиардерите Уорън Бъфет и Бил Гейтс. С този документ те обещават да дарят за благотворителност най-малко половината от богатството си в течение на времето, и приканват останалите богати хора да направят същото.
На 19 декември 2013 г. семейство Зъкърбърг обявява дарение от 18 милиона акции на Facebook на фондацията на Silicon Valley Community, като акциите се оценяват на стойност 990 млн. щатски долара. На 31 декември 2013 г. дарението е признато за най-голямото в публичния регистър за 2013 г. Въз основа на това вестник The Chronicle of Philanthropy на 10 февруари 2014 г. обявява, че поставя младата двойка на върха на годишната си класация, обхващаща 50-те най-щедри американци през 2013 г.